# Krzemionki
Krzemionki ali Krzemionki Opatowskie  (Opatovski rudniki kremena) je sklop rudnikov gornjejurskega progastega kremena iz neolitika in zgodnje bronaste dobe približno osem kilometrov severovzhodno od poljskega mesta Ostrowiec Świętokrzyski. Krzemionki so ob Grimes Graves v  Angliji in Spiennes v Belgiji eden od največjih znanih kompleksov prazgodovinskega rudarjenja kremena.
Rudarjenje v Krzemionkih se je začelo okoli leta 3900 pr. n. št. in trajalo do okoli 1600 pr. n. št. V neolitiku so rudnik uporabljali pripadniki kulture lijakastih čaš, ki so območje rudarjenja kremena razširili do 300 km daleč. Rudnike so, verjetno še bolj intenzivno, uporabljali tudi pripadniki kulture kroglastih amfor in območje raziskovanja razširili na približno 500 km.
Krzemionke so 16. oktobra 1994 razglasili za Poljski zgodovinski spomenik. Seznam spomenikov vzdržuje Poljski svet za nacionalno dediščino. Prazgodovinski rudnik progastega kramena Krzemionki je bil 6. julija 2019 vpisan na Unescov seznam svetovne dediščine.

## Zgodovina rudarjenja
Rudarsko območje je dolgo 4,5 km in široko 25–180 m in pokriva površino 78,5 ha. Znanih je več kot 4000 rudniških rovov s premerom od 4 do 12 m, globokih do 9 metrov. Nekateri rovi za dostop v rudnik ali odtok vode so med seboj povezani s kratkimi vodoravnimi prehodi. Visoki so od 55 do 120 cm. Na stenah nekaterih pristopnih rovov so vgravirane redke neolitske slike.
Rudnik so od 4. tisočletja pr. n. št. do sredine 2. tisočletja pr. n. št. (3000-1600 pr. n. št.) izkoriščali pripadniki kulture lijakastih čaš, kulture linearne trakaste keramike, kulture kroglastih amfor in mierzanoviških kultur, ki so kremen kopali predvsem s sekiricami. Progasti kremen se je uporabljal predvsem za izdelavo sekir in dlet. Z velikimi količinami teh orodij so trgovali 660 km daleč. Glavno obdobje izkoriščanja rudnika je trajalo od 2500-2000 pr. n. št. V obdobju 1800-1600 pr. n. št. je rudarjenje kremena začelo upadati.
V naslednjih stoletjih je bilo rudarsko okrožje Krzemionki obiskovano bolj naključno. Vas v okolici rudnika je bila zgodovinsko prvič omenjene leta 1509 kot lastnina nekega Jakuba iz Szydłowiec. V okolici so številni kamnolomi apnenca, ki se je v prvi polovici 20. stoletja uporabljal za proizvodnjo apna.

## Zgodovina znanstvenih raziskav in turizem
Rudnike je leta 1922 odkril geolog Jan Samsonowicz. Arheološke raziskave pod vodstvom arheologa Stefana Krukowskga so se začele leta 1923.   Po drugi svetovni vojni, zlasti v letih 1958 – 1961, je rudnike v Krzemionki raziskovala skupina znanstvenikov pod vodstvom Tadeusza Żurowskega. Leta 1967 so Krzemionki razglasili za arheološki rezervat un leta 1995 za naravni rezervat.
Majhne skupine turistov so rudnike obiskovale od poznih 50. let dvajsetega stoletja. Množični turizem se je začel 11. junija 1985 s tako imenovano Turistično potjo št. 1. 10. junija 1990 je bila odprta še ena turistična pot. Arheološki muzej na prostem je bil odprt leta 1992. Podzemna turistična pot je dolga 465 m in v najgloblji točki globoka 11,5 m.